# Banco de Desarrollo de Infraestructura de Zimbabue
El Banco de Desarrollo de Infraestructura de Zimbabue (conocido por sus siglas en inglés como IDBZ) es un banco de desarrollo de propiedad gubernamental en Zimbabue, con el objetivo de financiar financiamiento a largo y mediano plazo para proyectos de infraestructura clave, como en las áreas de transporte, vivienda, energía, TIC, agua y saneamiento.

## Ubicación
La sede de este banco está ubicada en IDBZ House, 99 Gamal Abdel Nasser Road, en Harare, capital de Zimbabue.
El banco mantiene una sucursal en 263 Leopold Takawira Avenue, Khumalo, en la ciudad de Bulawayo, la segunda ciudad más poblada de Zimbabue, aproximadamente a 438 kilómetros (272 mi), al suroeste de Harare.

## Descripción
Este banco se creó el 31 de agosto de 2005 y se hizo cargo de los activos y pasivos del posterior Banco de Desarrollo de Zimbabwe (“ZDB”). Fue fundado, principalmente como un medio para la promoción del desarrollo económico, el crecimiento económico y la mejora del nivel de vida de los zimbabuenses, a través del desarrollo de la infraestructura. Tal concepto incluye la energía, vivienda, transporte, tecnologías de la información y las comunicaciones, agua y saneamiento, y entre otros proyectos. Se puede decir que adicionalmente, el banco actúa como una institución financiera para el desarrollo de infraestructura.
Hasta el 31 de diciembre de 2017, los activos totales del banco estaban valorados en US$188.983.280 con 54.780.479 dólares adicionales en capital contable. A finales de agosto de 2018, el Gobierno de Zimbabwe aumentó la participación y la capitalización del banco en 150 millones de dólares, aumentando los activos totales del banco a más de 330 millones de dólares y la participación accionaria a más de 200 millones de dólares.

## Junta directiva
Hasta el septiembre de 2018, la junta directiva del banco estaba formada por:
- Willard Lowenstern Manungo: Presidente
- Thomas Zondo Sakala: Director ejecutivo
- Vavarirai Humwe Choga
- Nelson Kudenga
- Joseph Mhakayakora
- Shadreck Sariri Mlambo
- Margaret Mazvita Mukahanana-Sangarwe
- Charles Simbarashe Tawha

## Gestión
Hasta septiembre de 2018, el equipo directivo del banco era:
- Thomas Zondo Sakala: Director ejecutivo
- Desmond Matete: Director de Proyectos de Infraestructura
- Cassius Gambinga: Director de Finanzas
- Phillip Tadiwa: Director de Servicios Corporativos y Recursos Humanos.